# ميليان بوبوفيتش
ميليان بوبوفيتش (بالصربية: Миљан Пуповић) مواليد 4 فبراير 1983 في زغرب، هو لاعب كرة سلة صربي. بدأ مسيرته الاحترافية في سنة 1999.

## المسيرة الاحترافية
لعب مع نادي ريد ستار لكرة السلة في موسم 2005–2006، ثم لعب مع نادي إف إم بي لكرة السلة في موسم 2006–2007، ثم لعب مع إم زد تي سكوبيه في سنة 2011.

## روابط خارجية
- ميليان بوبوفيتش على موقع الاتحاد الدولي لكرة السلة (الإنجليزية)
- ميليان بوبوفيتش على موقع كرة السلة الأوروبية.كوم (الإنجليزية)
- ميليان بوبوفيتش على موقع ريلجم (الإنجليزية)
- ميليان بوبوفيتش على موقع بروبوليرز (الإنجليزية)
- ميليان بوبوفيتش على موقع سبورتس رفرنس (الإنجليزية)